# Nepiesta rufocincta
Nepiesta rufocincta är en stekelart som beskrevs av Gabriel Strobl 1904. Nepiesta rufocincta ingår i släktet Nepiesta och familjen brokparasitsteklar. Inga underarter finns listade i Catalogue of Life.